# Rhayner Santos Nascimento
Rhayner Santos Nascimento (født 5. september 1990) er en brasiliansk fodboldspiller.